# تبین
تبین نام شهر و شهرستانی در استان قاهره مصر است.